# Klinika weterynaryjna
Klinika weterynaryjna - zgodnie z Ustawą z dnia 18 grudnia 2003 r. o zakładach leczniczych dla zwierząt największy z zakładów leczniczych dla zwierząt. Kliniką weterynaryjną kieruje lekarz weterynarii posiadający prawo wykonywania zawodu lekarza weterynarii oraz co najmniej 5-letni okres pracy w zawodzie lekarza weterynarii. Klinika weterynaryjna powinna zapewniać całodobową obserwację i leczenie zwierząt. W klinice weterynaryjnej usługi weterynaryjne świadczy co najmniej trzech lekarzy weterynarii, w tym jeden lekarz z tytułem specjalisty w zakresie usług weterynaryjnych świadczonych przez klinikę.
Zgodnie z ustawą klinika musi być wyposażona w:
- pomieszczenie do stacjonarnego leczenia, obserwacji i izolacji zwierząt dostosowane do gatunków leczonych zwierząt
- poczekalnie z miejscami siedzącymi;
- gabinety zabiegowe;
- salę operacyjną;
- magazyn produktów leczniczych i wyrobów medycznych;
- magazyn środków i sprzętu dezynfekcyjnego;
- aparaturę i sprzęt dostosowane do zakresu świadczonych usług specjalistycznych;
- aparaturę i sprzęt diagnostyczny;
- zaplecze sanitarne, socjalne i gospodarcze.